# 海尔·奥坎波
海尔·奥坎波（西班牙語：Jahir Ocampo，1990年1月12日—），墨西哥男子跳水运动员，2013年世界游泳锦标赛男子双人3米跳板铜牌得主、2023年世界游泳锦标赛混合团体银牌得主。